# Biedaszków Mały
Biedaszków Mały (niem. Klein Biadauschke, 1936–1945 Margaretenmühle) – wieś w Polsce położona w województwie dolnośląskim, w powiecie trzebnickim, w gminie Trzebnica. Nazwa miejscowości znaczy biedna, uboga wieś (ziemia V i VI klasy bonitacyjnej).

## Podział administracyjny
W latach 1975–1998 miejscowość administracyjnie należała do województwa wrocławskiego.

## Charakterystyka
Wieś położona jest 11 km na północ od centrum Trzebnicy. Domy i zabudowania gospodarcze w większości z końca XIX i początku XX wieku. Nad stawem znajduje się pozostałość po młynie wodnym. Funkcjonował on do lat 50. XX wieku. W obrębie posesji nr 8 znajduje się pomnik przyrody – lipa drobnolistna. Wieś typowo rolnicza z przewagą ziem V i VI klasy bonitacyjnej. W latach 1960–1989 we wsi funkcjonował zakład hodowli trzody chlewnej. Pierwsi mieszkańcy, którzy w latach powojennych zasiedlili wieś, pochodzili z terenów obecnego województwa świętokrzyskiego, część z nich przybyła z Rumunii. Ze względu na bliskość Parku Krajobrazowego Dolina Baryczy na terenie wsi występuje wielorakość gatunków ptactwa.

## Nazwa
Według niemieckiego językoznawcy Heinricha Adamy’ego nazwa miejscowości pochodzi od polskiej nazwy biedy lub biadania. W swoim dziele o nazwach miejscowości na Śląsku wydanym w 1888 roku we Wrocławiu wymienia wcześniejszą od niemieckiej nazwę "Biadaszkow" podając jej znaczenie jako "Armseliger Ort" czyli tłumacząc na język polski "Uboga miejscowość". Nazwa została później zgermanizowana na Biadauschke, Peadauschke oraz Klein Biadauschke tracąc swoje pierwotne znaczenie.
W historii notowano również nazwy miejscowości jak: Biedasskowo (1666 r.), Biatauske (1787 r.), Biadauschke, Biedauschke Klein. W 1936 roku nazistowska administracja III Rzeszy ze względu na polskie pochodzenie nazwy zmieniła ją na nową, całkowicie niemiecką Margaretenmühle.

## Historia
W obrębie obszaru wsi stwierdzono ślady osadnicze z okresu neolitu, kultury łużyckiej, przeworskiej i wczesnego średniowiecza. W 1250 r. tereny z obszarem dzisiejszej wsi zakupiła od księcia Henryka III opatka klasztoru cysterek w Trzebnicy – Gertruda. Jej kolejna następczyni – Agnieszka II w 1355 r. pozyskała z rąk książęcych prawa sądownicze na tym terenie – były one kilkakrotnie powodem sporów z książętami oleśnickimi. We władaniu klasztoru wieś pozostawała do 1810 roku. Od czasów reformacji większość mieszkańców wsi to protestanci. Ewangelicy należeli do parafii w Koniowie, a nieliczni katolicy do parafii w Koczurkach. Wieś złożona z kilku części, niewielkiej, nieregularnej ulicówki – właściwego Biedaszkowa Małego, położonego na północ i północny zachód przysiółka Parnice (niem. Parnitze) i położonego na zachód rozległego gospodarstwa młynarskiego Kliche Mühle. Układ ten utrwalony już w połowie XVIII wieku nie uległ istotnym zmianom. Część domów została wyburzona.

## Demografia
Dane statystyczne:
- w 1785 roku było 11 domów i 84 mieszkańców
- w 1830 roku 22 domy i 131 mieszkańców
- w 1895 roku 43 domy i 198 mieszkańców
- w 1908 roku 42 domy i 199 mieszkańców
- w 1938 roku 52 domy i 200 mieszkańców
- w 2009 roku 26 domów i 115 mieszkańców